# Russikon
Russikon (toponimo tedesco) è un comune svizzero di 4 361 abitanti del Canton Zurigo, nel distretto di Pfäffikon.

## Monumenti e luoghi d'interesse

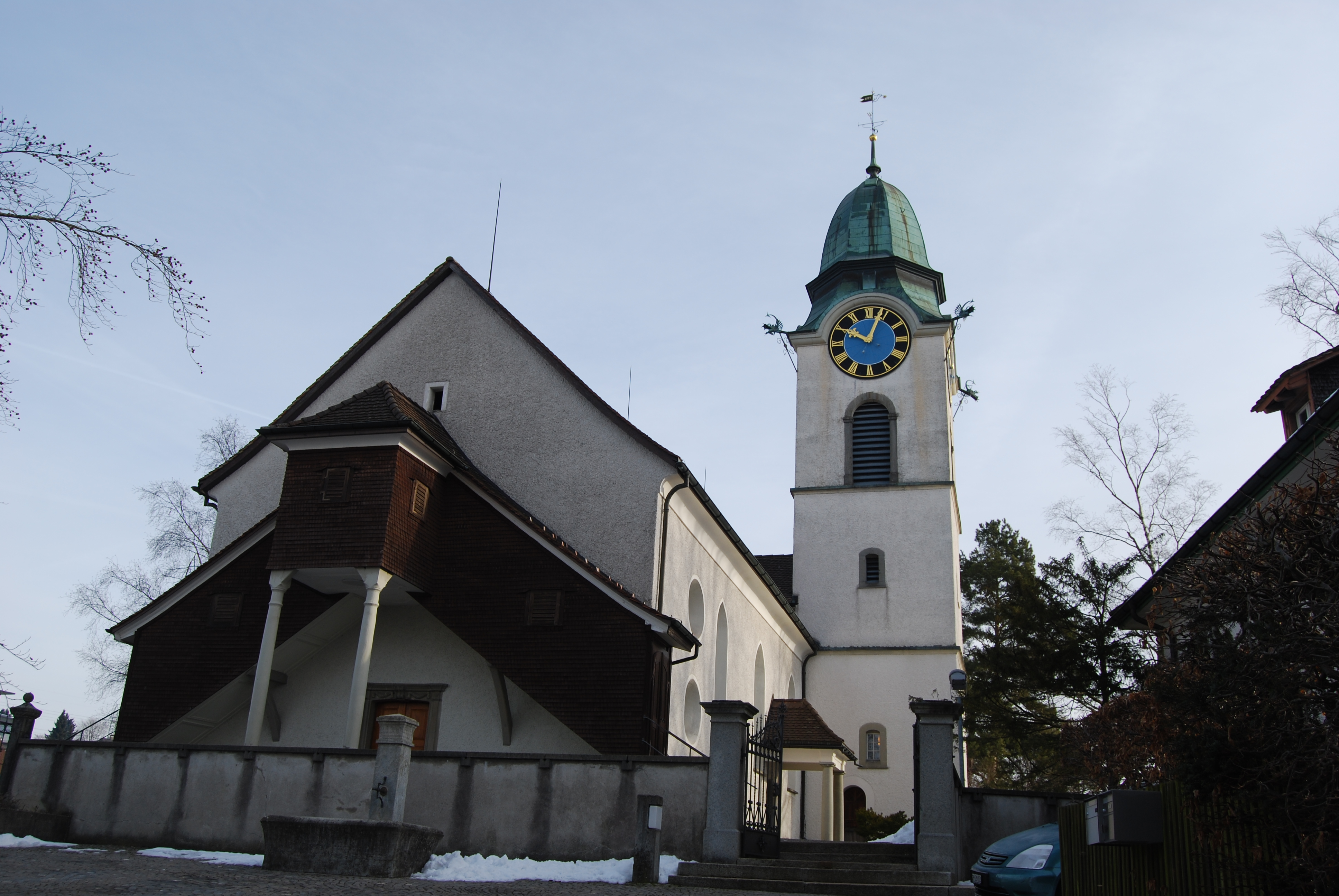
La chiesa riformata

- Chiesa riformata, attestata dal 1275 e ricostruita nel 1519-1523[1].

## Società

### Evoluzione demografica
L'evoluzione demografica è riportata nella seguente tabella:
Abitanti censiti

## Amministrazione
Ogni famiglia originaria del luogo fa parte del cosiddetto comune patriziale e ha la responsabilità della manutenzione di ogni bene ricadente all'interno dei confini del comune.